# Stormseizoen in Europa 2021-2022
Dit artikel geeft een overzicht van zware stormen in Europa in het seizoen 2021-2022. De periode loopt ongeveer van september tot april.
Seizoen 2021-2022 is het zevende Europese stormseizoen op rij waarin de stormen een eigen naam krijgen. De Britse weerdienst Met Office en de Ierse tegenhanger hiervan Met Éireann begonnen in 2015 een project hiervoor, Name our Storms. Het land waar een storm voor het eerst code oranje krijgt, mag de storm ook een naam geven. De namen die in het winterseizoen 2021-2022 worden gegeven zijn afwisselend mannelijk en vrouwelijk.
In 2019 maakte het KNMI bekend voortaan te zullen samenwerken met de weersinstituten in Ierland en het Verenigd Koninkrijk bij de naamgeving van de stormen.
Het KMI in België werkt samen met Frankrijk, Spanje, Portugal en Luxemburg om stormnamen vast te leggen. De namen voor het winterseizoen 2021-2022 zijn ook weer afwisselend vrouwelijk en mannelijk. De kans dat in België ooit de naam aan een storm zal gegeven worden, is volgens het KMI eerder klein omdat de grootte van de Belgische territoriale wateren beperkt is ten opzichte van die van de buurlanden.
Dit seizoen zijn er twee groepen toegevoegd in Zuid- en Zuidoost-Europa, gegroepeerd langs de Middellandse Zee, die de stormen benoemen die hun gebieden treffen. Griekenland, Israël en Cyprus (Eastern Mediterranean Group), en Italië, Slovenië, Kroatië, Montenegro, Noord-Macedonië en Malta (Central Mediterranean Group). Net als in voorgaande jaren behielden voormalige Atlantische orkanen hun naam zoals toegewezen door het National Hurricane Center van de Verenigde Staten.
Vanaf het najaar van 2021 werden de namen die door andere meteorologische diensten werden uitgegeven, opgenomen op de kaarten van de Berlijnse Wetterkarte en de Vrije Universiteit van Berlijn met het voorvoegsel "int".

## Western Group
De volgende namen werden gekozen voor het seizoen 2021-2022 in het Verenigd Koninkrijk, Ierland en Nederland.
- Arwen
- Barra
- Corrie
- Dudley
- Eunice
- Franklin
- Gladys (niet gebruikt)
- Herman (niet gebruikt)
- Imani (niet gebruikt)
- Jack (niet gebruikt)
- Kim (niet gebruikt)
- Logan (niet gebruikt)
- Méabh (niet gebruikt)
- Nasim (niet gebruikt)
- Olwen (niet gebruikt)
- Pól (niet gebruikt)
- Ruby (niet gebruikt)
- Seán (niet gebruikt)
- Tineke (niet gebruikt)
- Virgil (niet gebruikt)
- Willemien (niet gebruikt)

## South-western Group
De volgende namen werden gekozen voor het seizoen 2021-2022 in Frankrijk, Spanje, Portugal, Luxemburg en België.
- Aurore
- Blas
- Celia
- Diego
- Evelyn
- Fabio (niet gebruikt)
- Georgia (niet gebruikt)
- Hans (niet gebruikt)
- Isabel (niet gebruikt)
- Jean-Louis (niet gebruikt)
- Konstantina (niet gebruikt)
- Lucas (niet gebruikt)
- Marjane (niet gebruikt)
- Nikolai (niet gebruikt)
- Odalys (niet gebruikt)
- Paris (niet gebruikt)
- Rada (niet gebruikt)
- Stefano (niet gebruikt)
- Taimi (niet gebruikt)
- Vladimir (niet gebruikt)
- Wallis (niet gebruikt)

## Eastern Mediterranean Group
De volgende namen werden gekozen voor het seizoen 2021-2022 in Griekenland, Israël en Cyprus.
- Athina
- Ballos
- Carmel
- Diomedes
- Elpis
- Filippos
- Genesis
- Helios (niet gebruikt)
- Irit (niet gebruikt)
- Kalypso (niet gebruikt)
- Lavi (niet gebruikt)
- Meliti (niet gebruikt)
- Nikias (niet gebruikt)
- Ora (niet gebruikt)
- Paris (niet gebruikt)
- Raphael (niet gebruikt)
- Semeli (niet gebruikt)
- Thomas (niet gebruikt)
- Urania (niet gebruikt)
- Vion (niet gebruikt)
- Xenios (niet gebruikt)
- Yasmin (niet gebruikt)
- Zefyros (niet gebruikt)

## Central Mediterranean Group
De volgende namen werden gekozen voor het seizoen 2021-2022 in Italië, Slovenië, Kroatië, Montenegro, Albanië en Malta.
- Apollo
- Bianca
- Ciril
- Diana (niet gebruikt)
- Enea (niet gebruikt)
- Fedra (niet gebruikt)
- Goran (niet gebruikt)
- Hera (niet gebruikt)
- Ivan (niet gebruikt)
- Lina (niet gebruikt)
- Marco (niet gebruikt)
- Nada (niet gebruikt)
- Ole (niet gebruikt)
- Pandora (niet gebruikt)
- Remo (niet gebruikt)
- Sandra (niet gebruikt)
- Teodor (niet gebruikt)
- Ursula (niet gebruikt)
- Vito (niet gebruikt)
- Zora (niet gebruikt)

## Northern Group
De naamgevingsstrategie voor de Northern Group (Denemarken, Noorwegen en Zweden) is iets anders dan de andere groepen, omdat namen niet vooraf worden aangekondigd om te voorkomen dat de namen worden gebruikt voordat deze officieel voor een storm in aanmerking komen. Stormen of voormalige cyclonen die door de andere groepen werden genoemd, worden meestal gebruikt, tenzij de namen die in andere groepen werden gebruikt niet uitspreekbaar waren in de lokale taal. Als een naam in de Northern Group echter werd gebruikt om een andere storm zoals Eunice te herbenoemen, werd deze niet toegevoegd aan het totale aantal stormen in het Europese stormseizoen 2021-22. Dit was het geval voor storm Eunice, die in Denemarken Nora heette (de laatste naam staat hieronder daarom niet vermeld).
- Malik

## Stormen

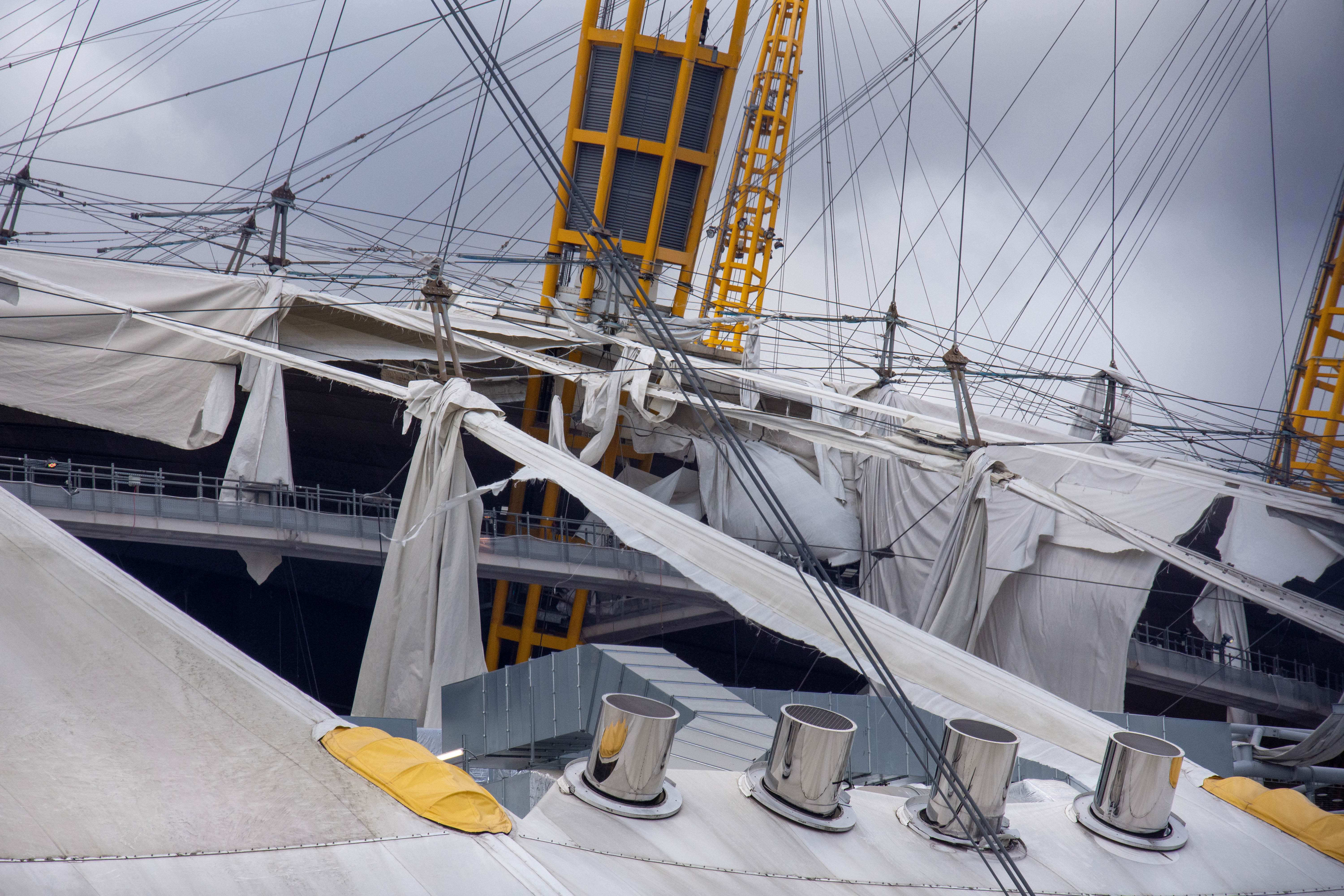
Schade aan de O2 Arena in Londen na de doortocht van storm Eunice

### Storm Athina
Storm Athina trok van 4 tot 9 oktober 2021 over het zuiden van Europa, met name Griekenland en Italië.

### Storm Ballos
Storm Ballos trok van 13 tot 16 oktober 2021 over Griekenland en veroorzaakte zware overstromingen in onder meer Athene.

### Storm Aurore
Storm Aurore (door de Duitse weerdienst Hendrik genoemd) trok van 20 tot en met 23 oktober over grote delen van Noord-Europa en kwam tot in Rusland.

### Apollo (eerdere cycloon)
Apollo begon als een mediterrane orkaan die vervolgens afzwakte en over het zuiden van Europa en het noorden van Afrika trok. Veel landen aan de Middellandse Zeekust werden getroffen, met name Italië, Libië, Algerije en Tunesië. Er vielen in totaal zeven doden.

### Storm Blas
Storm Blas trok van 5 tot en met 18 november 2021 als mediterrane orkaan over met name de Balearen, Spanje, Frankrijk en Italië.

### Storm Arwen
Storm Arwen trok van 25 en 26 november 2021 over het Verenigd Koninkrijk en richtte daar veel schade aan. Er vielen drie doden. Arwen trok vervolgens in afgezwakte vorm richting Frankrijk.

### Storm Barra
Storm Barra trok van 5 tot en met 9 december 2021 over Ierland, het Verenigd Koninkrijk, Frankrijk en Spanje, waar met name de regio Navarra werd getroffen. Er vielen enkele doden.

### Storm Carmel
Storm Carmel trok van 16 tot en met 22 december 2021 eerst over Griekenland en Cyprus, daarna over Israël.

### Storm Diomedes
Storm Diomedes trok van 10 tot en met 14 januari 2022 over Griekenland, Cyprus, Israël en Turkije.

### Storm Elpis
Storm Elpis trok van 21 tot en met 27 januari 2022 over Griekenland, Cyprus, Israël en Turkije.

### Storm Malik
Storm Malik trok van 28 tot en met 30 januari 2022 over grote delen van Noord-Europa en zorgde voor veel overstromingen en stroomstoringen. Er kwamen zeker 7 mensen om het leven.

### Storm Corrie
Storm Corrie (vernoemd naar weerkundige Corrie van Dijk) trok van 29 tot en met 31 januari 2022 over Ierland, het Verenigd Koninkrijk en Nederland. De storm raasde op 31 januari 2022 over Nederland en kreeg code oranje voor zware windstoten in Noord-Holland, Friesland, het Waddengebied en het IJsselmeer. Om 12.06 uur werd code oranje weer beëindigd. De maximaal gemeten windkracht was 9, waarmee het volgens de officiële definitie geen zware storm was. Rijkswaterstaat sloot uit voorzorg wel de Oosterscheldekering.

### Storm Dudley
Storm Dudley ontstond op 14 februari 2022 en trok vanuit het Verenigd Koninkrijk over Nederland, Duitsland en Polen. De storm eiste zeker vijf levens.

### Storm Eunice
Storm Eunice (vernoemd naar de Amerikaanse wetenschapper Eunice Newton Foote) ontstond op 14 februari 2022 boven Ierland en het Verenigd Koninkrijk. Hier vielen in de dagen daarna meerdere doden, vooral door omgewaaide bomen. Eunice bereikte in de middag van 18 februari Nederland en Vlaanderen. In de kustprovincies, het Waddengebied en Flevoland werd code rood afgegeven. In Nederland vielen zeker vier doden, in het Verenigd Koninkrijk drie en in België ten minste twee. Er werd een uurgemiddelde windkracht 10 op meerdere plekken gemeten. In Cabauw en op de Houtribdijk kwam het tot windstoten van 145 km/u. Het werd de zwaarste storm sinds 25 januari 1990.

### Storm Franklin
Storm Franklin kreeg op 20 februari 2022 zijn naam en trok vervolgens over Ierland, het Verenigd Koninkrijk, Nederland en Vlaanderen. Zondagavond werd code oranje van kracht voor de Belgische provincies Oost- en West-Vlaanderen, Antwerpen en Henegouwen. In de nacht van zondag op maandag 21 februari was er de grootste schade in Petegem-aan-de-Leie (Deinze) waar de daken van drie huizen werden vernield, maar er vielen geen gewonden.

### Storm Bianca
Storm Bianca werd op 25 februari 2022 benoemd door het Italiaans meteorologisch instituut en trok over Griekenland van 26 tot 28 februari.

### Storm Filippos
Storm Filippos werd op 8 maart 2022 benoemd door de Griekse meteorologische dienst. De storm veroorzaakte een koudegolf en sneeuwval in Griekenland. Op 13 maart was de laagst gemeten temperatuur -16,8°C in Mavrolithari, Fokida.

### Storm Celia
Storm Celia werd op 13 maart 2022 benoemd bij zijn doorkomst in Portugal, Spanje en Marokko en veroorzaakte onder andere zware regenval en ophoping van stof uit de Sahara in sommige delen van Spanje. De storm kreeg van de Vrije Universiteit Berlijn de naam Elke.
Het Saharastof werd tot Zuidoost-Engeland verspreid als gevolg van de storm die zich concentreerde boven Noord-Afrika en de anticyclonale winden die het zand naar het noorden voerden.

### Storm Ciril
Storm Ciril werd op 30 maart 2022 benoemd en kreeg in Duitsland de naam Katharina. De storm trok over een groot deel van het Spaanse vasteland, de Balearen en de Canarische Eilanden en zorgde voor hevige windvlagen, regen , heel koude temperaturen en sneeuw. Aan de kust van de provincie Almería was er alarm wegens hoge golven en een wilde zee.

### Storm Diego
Storm Diego werd op 6 april 2022 benoemd door Météo-France en kreeg in Duitsland de naam Ortrud. De storm had geen directe impact op Portugal, maar zorgde voor zware regen en harde wind in delen van het Iberisch Schiereiland en Frankrijk, met windstoten tot 120 km/h.

### Storm Evelyn
Storm Evelyn werd op 7 april 2022 benoemd door het Portugees weersinstituut, het Instituto Português do Mar e da Atmosfera. De storm kreeg in Duitsland de naam Pamela. Verwacht werd dat storm Evelyn op 10 april het vasteland van Portugal zou treffen, met windstoten en hevige regenval op 10 en 11 april en dat het ook Ierland en het Verenigd Koninkrijk zou treffen.

### Storm Genesis
Storm Genesis werd op 9 juni 2022 benoemd door het Grieks meteorologisch instituut. Volgens een noodrapport van gevaarlijke weersverschijnselen dat op donderdag door de nationale meteorologische dienst werd vrijgegeven, beweegt het lagedrukfront vanaf Italië richting het zuidoosten en zal het van donderdag tot en met zaterdag West-, Midden- en Noord-Griekenland treffen met hevige regen en stormen vergezeld van hagel, bliksem en harde wind.